# Drawsko Pomorskie
Drawsko Pomorskie là một thị trấn thuộc huyện Drawski, tỉnh Zachodniopomorskie ở tây-bắc Ba Lan. Thị trấn có diện tích 22 km². Đến ngày 1 tháng 1 năm 2011, dân số của thị trấn là 11409 người và mật độ 511 người/km².